# Долоцкий, Василий Иванович
Василий Иванович Долоцкий (1814—1885) — заслуженный ординарный профессор Санкт-Петербургской духовной академии; магистр богословия, духовный писатель, переводчик, создатель богословской дисциплины литургики.

## Биография
Василий Долоцкий родился 3 (15) января 1814 года в городе Санкт-Петербурге в семье протоиерея. Окончил курс в Санкт-Петербургской духовной академии в 1837 году, со степенью магистра богословия и посвятил себя педагогической деятельности, тогда же поступив инспектором и учителем в Александро-Невское духовное училище; в следующем 1838 году перешел в СПбДА бакалавром по классу французского языка. 
Через год Василий Иванович Долоцкий занял там кафедру церковной археологии и литургики и занимал её до самой своей отставки в 1873 году. За 36 лет своей службы в академии он временно исполнял почти все академические должности: библиотекаря, помощника эконома, помощника инспектора, инспектора и ректора; с 1850 года состоял секретарем Санкт-Петербургского духовного цензурного комитета; в 1880 году избран был в почетные члены СПбДА.
По вопросам литургики и археологии В. И. Долоцким в «Христианском чтении» было опубликовано множество статей, например: «По поводу римского догмата о непорочном зачатии Пресвятой Девы Марии», «О христианских храмах», «О священных одеждах», «О священных сосудах», «О богослужебных книгах», «О чтении священного писания при богослужении», «О службах месячной минеи», «Об освящении храмов», «Об обрядах при совершении таинств и при погребении», «О чине оглашения в древней церкви», «О святой великой субботе», «О празднике Рождества Христова» и другие труды. 
Долоцкий составил краткие, но точные и основательные записки для студентов академии, главным образом по Бингаму; записки эти были весьма распространены в литографиях и послужили источником для многих печатных сочинений; В. И. Долоцкого называют создателем науки литургики. 
По поручению Священного Синода им сделан был перевод на русский язык Второго послания апостола Павла к Тимофею, а также и перевод византийского историка Никиты Хопиата; много переведено святоотеческих творений им лично или под его непосредственным руководством. Многолетний опыт, глубокое знание людей и дела принесли весьма много пользы духовной академии, где называли Долоцкого своим «Нестором».
Василий Иванович Долоцкий скончался 20 ноября (2 декабря) 1885 года.